# Dayalbagh
Dayalbagh là một thị xã và là một nagar panchayat của quận Agra thuộc bang Uttar Pradesh, Ấn Độ.

## Nhân khẩu
Theo điều tra dân số năm 2001 của Ấn Độ, Dayalbagh có dân số 3324 người. Phái nam chiếm 51% tổng số dân và phái nữ chiếm 49%. Dayalbagh có tỷ lệ 76% biết đọc biết viết, cao hơn tỷ lệ trung bình toàn quốc là 59,5%: tỷ lệ cho phái nam là 85%, và tỷ lệ cho phái nữ là 68%. Tại Dayalbagh, 8% dân số nhỏ hơn 6 tuổi.